# Jean-Philippe Paré
Jean-Philippe Paré (* 9. Oktober 1979 in Longueuil, Québec) ist ein kanadischer Eishockeyspieler, der seit Juli 2011 bei den Dragons de Rouen in der französischen Ligue Magnus unter Vertrag steht.  

## Karriere
Jean-Philippe Paré begann seine Karriere als Eishockeyspieler bei den Shawinigan Cataractes, für die er von 1995 bis 2000 in der kanadischen Juniorenliga QMJHL aktiv war. Anschließend spielte der Angreifer drei Jahre lang für die Mannschaft der Université du Québec à Trois-Rivières in der Canadian Interuniversity Sport. Im Sommer 2003 erhielt er einen Vertrag bei Hokki Kajaani aus der Mestis, der zweiten finnischen Spielklasse, die er jedoch nach nur einer Spielzeit wieder verließ. Anschließend verbrachte er die Saison 2004/05 bei Rouen Hockey Élite 76 in der französischen Ligue Magnus. Mit Rouen gewann er im selben Jahr die Coupe de France, den nationalen Pokalwettbewerb.
Die Saison 2005/06 verbrachte Paré in der Nationalliga B, in der er für den HC La Chaux-de-Fonds und den SC Langenthal auf dem Eis stand. Anschließend wurde er vom HK Jesenice aus der Österreichischen Eishockey-Liga verpflichtet, für den er ebenso ein Jahr lang spielte, wie anschließend für den HC Innsbruck und erneut seinen slowenischen Ex-Club aus Jesenice. Ab der Saison 2009/10 ging der Kanadier für den EC Graz 99ers auf Torejagd. Zur Spielzeit 2011/12 erhielt er einen Kontrakt beim französischen Erstligisten Dragons de Rouen aus der Ligue Magnus.

## Erfolge und Auszeichnungen
- 2005 Coupe-de-France-Gewinn mit den Dragons de Rouen
- 2009 Slowenischer Meister mit dem HK Jesenice
- 2012 IIHF-Continental-Cup-Gewinn mit den Dragons de Rouen